# There There
"There There" é o primeiro single do álbum de 2003 Hail to the Thief, da banda britânica Radiohead.

## Faixas
1. "There There" - 5:23
2. "Paperbag Writer" - 3:58
3. "Where Bluebirds Fly" - 4:32

## Posição nas paradas musicais
| Parada (2003)                                  | Melhor posição |
| ---------------------------------------------- | -------------- |
| Austrália (ARIA)                               | 28             |
| Bélgica (Ultratip Bubbling Under de Flandres)  | 16             |
| Bélgica (Ultratop 50 da Valônia)               | 39             |
| Canadá (Nielsen SoundScan)                     | 1              |
| Dinamarca (Hitlisten)                          | 9              |
| Europa (Eurochart Hot 100)                     | 7              |
| Finlândia (Suomen virallinen lista)            | 5              |
| França (SNEP)                                  | 54             |
| Alemanha (Offizielle Deutsche Charts)          | 67             |
| Irlanda (IRMA)                                 | 7              |
| Itália (FIMI)                                  | 5              |
| Japão (Oricon)                                 | 24             |
| Países Baixos (Dutch Top 40 Tipparade)         | 18             |
| Países Baixos (Single Top 100)                 | 48             |
| Noruega (VG-lista)                             | 8              |
| Portugal (AFP)                                 | 1              |
| Escócia (Scottish Singles Chart)               | 4              |
| Suécia (Sverigetopplistan)                     | 39             |
| Suíça (Schweizer Hitparade)                    | 76             |
| Reino Unido (UK Singles Chart)                 | 4              |
| Reino Unido (OCC UK Rock and Metal)            | 1              |
| Estados Unidos (Billboard Alternative Airplay) | 14             |

| Parada (2003)     | Posição |
| ----------------- | ------- |
| Reino Unido (OCC) | 188     |